# Dicaeum ignipectus
Dicaeum ignipectus е вид птица от семейство Dicaeidae.

## Разпространение
Видът е разпространен в Бутан, Камбоджа, Китай, Индия, Индонезия, Лаос, Малайзия, Мианмар, Непал, Филипините, Тайланд и Виетнам.